# Bispebjergkredsen (1920-2006)
Bispebjergkredsen var i 1920-2006 en opstillingskreds i Østre Storkreds. Kredsen blev nedlagt i 2007, og området indgik herefter som en del af Utterslevkredsen i Københavns Storkreds. Pr. 1. marts 2014 blev Utterslevkredsen dog omdøbt til Bispebjergkredsen.
Opstillingskredsen ligger i den nordlige del af Københavns Kommune og omfatter dele af tre tidligere valgkredse: Ryvangkredsen, Husumkredsen og Bispeengkredsen samt hele det som indtil 2006 udgjorde Bispebjergkredsen. Området defineres som:
"Den del af København, som begrænses af Rymarksvej, en linje mod øst til Ringbanen, Ringbanen, kommunegrænsen til Frederiksberg Kommune, Borups Allé, Hareskovvej, Hyrdevangen, Hyrdevangens forlængelse fra dennes udmunding i Folevadsvej, en linje løbende langs vestsiden af Folevadsvej, idet dog begge sider af Folevadsvej er omfattet, Mosesvinget, Horsebakken til kommunegrænsen til Gladsaxe og Gentofte Kommuner."
Kredsens afstemningsområder og deres tidligere tilhørsforhold:
- 6. Utterslev – består af tidligere 15. Bispebjerg (vest for Tagensvej, syd for Tuborgvej, syd og vest for Bispebjerg Kirkegård, syd for Mosesvinget) samt østlige del af afstemningsområdet 7. øst i tidligere Husumkredsen (øst for Hareskovvej og Hyrdevangen, dvs. området omkring Utterslev Torv).
- 6. Nord − består af tidligere 15. Bispebjerg (nord og øst for Tagensvej, nord for Tuborgvej samt nord og øst for Bispebjerg Kirkegårds sydlige og vestlige afgrænsning og nord for Mosesvinget) samt tidligere afstemningsområde 15. Nord. Begge tidligere Bispebjergkredsen.
- 6. Øst – består af afstemningsområde 1. Vest i den tidligere Ryvangkredsen.
- 6. Syd – består af afstemningsområde 12. Nord i den tidligere Bispeengkredsen.

Før 2007 rummede Bispebjergkredsen de to afstemningsområder 15. Bispebjerg og 15. Nord.
Vælgerantallet blev i 2006 opgjort til 36.484. Den 8. februar 2005, før sammenlægningen, var der 19.474 stemmeberettigede vælgere i den mindre udgave af Bispebjergkredsen.

## Folketingskandidater pr. 4/9-2014
- Jan Andreasen, Socialdemokraterne[2]
- Samira Nawa Amini, Radikale Venstre[3]
- Daniel Nørhave, Dansk Folkeparti[4]
- Martin Geertsen, Venstre[5]